# フランス・ハルス
フランス・ハルス（Frans Hals、1581年/1585年頃 - 1666年8月26日）は、17世紀のオランダで活躍した大画家。
オランダ絵画の黄金時代を代表する画家の1人で、レンブラントよりやや年長ながら、ほぼ同時代に活躍している。オランダ・ハールレムで活躍し、作品にはハールレムの住人を描いた肖像画が多い。人々の生き生きとした表情を捉える描写力においては卓越していて、笑っている人物画を多く描いたことから「笑いの画家」と呼ばれている。代表作の『陽気な酒飲み』、『微笑む騎士』は、モデルの人柄まで伝わってくるような名作として知られる。ハールレムの名士を描いた集団肖像画も多い。
かつてオランダで発行されていた10ギルダー紙幣にまで肖像が使用されていた。

## 人生

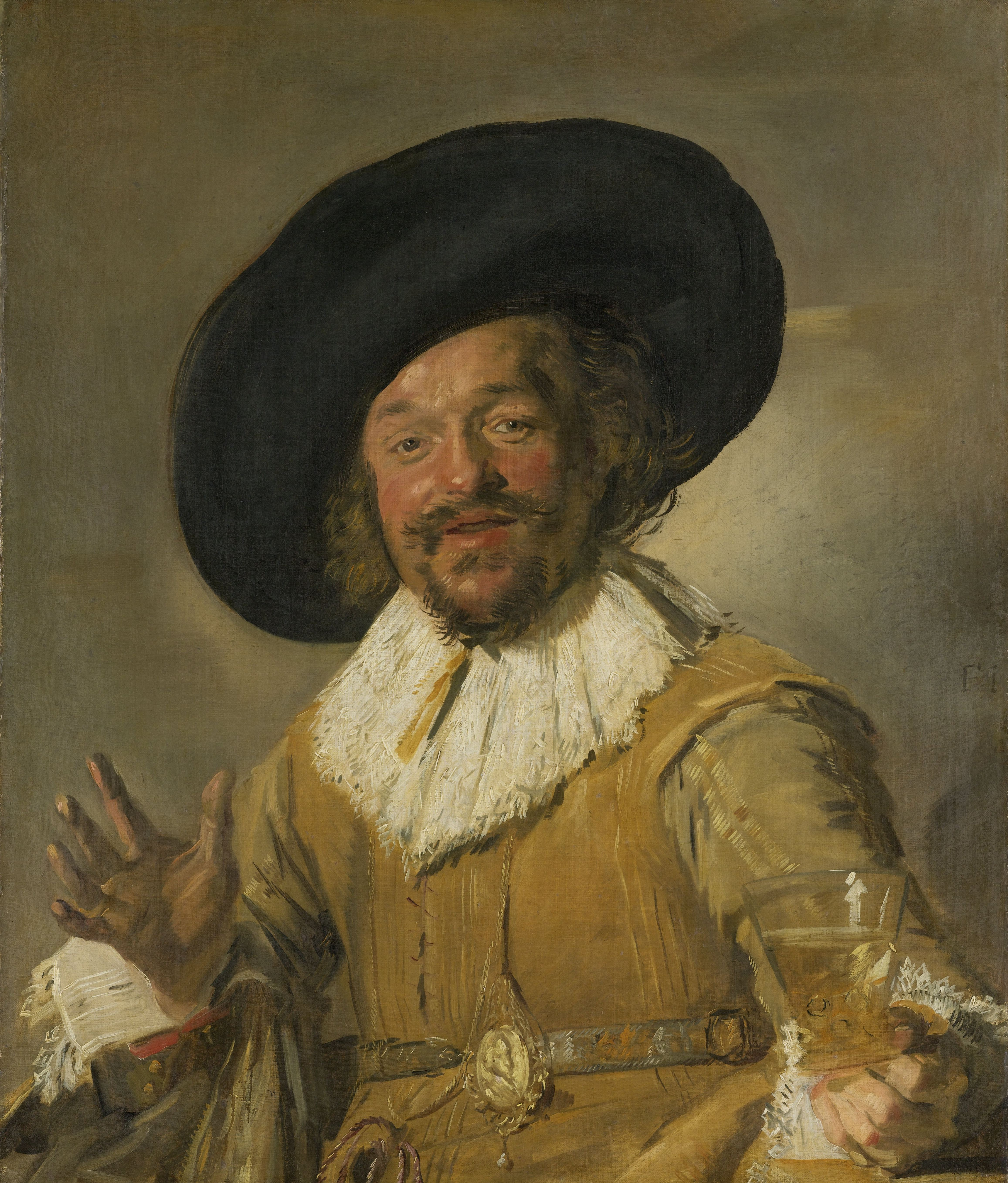
『陽気な酒飲み』1628-30年、アムステルダム国立美術館。モデルが特定できないこの人物画は、注文を契機に制作されたのではなく、興味をひかれた人物を画家が主体的に選択し主要モチーフとして描いた作例であると考えられる。

1582年または1583年、アントウェルペンで生まれた。父はカトリック教徒であったと思われる。1585年頃、当時のフランドルの多くの住民がしたように、家族はハールレムへ移り住む。
多くの資料に、師匠はカレル・ヴァン・マンデルであると書かれている。だがこの師の作品様式上の影響は皆無に等しく、すなわちヴァン・マンデルの北方マニエリスム様式の影響はハルスの作品には認められない。ハルスは27歳になってようやく聖ルカ組合のメンバーになれた。組合入会後は風俗画の制作を始めた。2度結婚し、14人もの子供を儲けている。スパールネ運河近くの賑やかなこの都市で、多くの肖像画を描いて人生のほとんどの時間を過ごした。肖像画の制作はあるときは注文に基づき、またあるときは老人、子供、女性、酔っ払いなどの人物を画家の関心にしたがって選んで描いた。
1666年、84歳で死去したとされる。フローテ・マルクト中央広場にある古バーヴォ教会 に埋葬された。
ハルスの弟ディルク・ハルスも画家で、集団肖像画を得意とした。また、ハルスの息子のうちHarmen Hals、Frans Hals Junior、Jan Hals、Reynier Hals、Nicolaes Halsの5人が画家となった。

## 業績
ハルスの作品のほとんどは散逸しており、もともとどれくらいの作品が描かれたかも分っていない。シーモア・スライヴによって1970年から1974年に編纂された現在最も信頼されているカタログによると、222枚の作品がハルスの作とされる。もう一人のハルスの権威であるクラウス・グリムの 'Frans Hals. Das Gesamtwerk' (1989年) によると、この数はもっと少なく145作品となる。
ハルスが風景画、静物画、または物語を題材にした絵画を描いたかどうか正確には知られていないが、おそらく描いてはいないと思われる。17世紀オランダの多くの画家は専門性を持っており、ハルスもまた、純粋に一つの画風にのみ注力していた。個人の肖像画から、2つのペンダントをお互いにかけ合う結婚したカップル、ライフル協会の5つの連作、理事と理事夫人の肖像画 (3作品) などの人物の風景など、彼はひたすらに人を描いた。一般的にこれらの肖像画は、作家、市長、聖職者、貿易商人、知事など中流から上流階級の人々からの注文で描かれている。たとえば、自身のグループの肖像画を発注した、少なくとも将校か下士官と思われるライフル銃兵達もまた、いくらか上流で裕福な階級の出身である。ハルスはまたしばしば風俗画も描いた。浜辺の漁師の子供や、八百屋の女、ハールレムの農夫、Malle Babbe (ハールレムの魔女) など、卓越したセンスで描かれた作品が残っている。これらもまた肖像画とも言えるだろうが、より「日常の瞬間」を切り取った点が特徴である。
オランダ、リールダムのホフジェ・ファン・メフラウ・ファン・アエルデン美術館に所蔵されている彼の作品、『笑う2人の少年』(陶器のビールジョッキを手に笑い合う少年2人を描き、オランダの文化遺産に登録されている)は1988年(3年後に発見)、2011年(半年後に発見)、2020年の3回盗難に遭っている。

## 技法
我々がハルスの作品から受ける印象は、キャンバスに一気呵成に絵筆を叩き付けて描き上げる姿であろう。しかし後世の技術的および科学的な研究から、この想像は誤りである事が判明している。このユニークな画風は、実際には下描きを描いたり下地を置いたりせずに直描技法 (alla prima) で大胆に描いた結果である。しかしその大胆さにもかかわらず、ほとんどの作品は当時主流であった絵具を厚く塗り重ねて層を作る技法が用いられている。
時に彼の作品は、グレーやピンクの下塗りの上にチョークや絵具でデッサンされ、そこからさらに多彩な、あるいは必要最小限の色を徐々に加えて描かれた。初期の頃から才能を発揮していたハルスは、ほとんどの場合下塗りを大雑把に済ませている。この手法は、彼のやや後期の円熟期の作品に見られる。
ハルスは、持ち前の多才さに素晴らしい大胆さと度胸と技巧を併せて発揮し、肖像画の対象となった人物が存命中にすばやく描き上げた。言うなれば、同年代の画家が遅筆であったのと異なり、彼の肖像画によって死ぬ者はいなかった。依頼主からの要求があろうがなかろうが、彼の絵画には対象人物が正確に内面まで描ききれていた。彼の最初の研究者であるシュレヴェリウス (Schrevelius) による17世紀の著書 'Een onghemeyne [ongewone] manier van schilderen, die hem eyghen is, by nae alle [iedereen] over-treft' (他を凌駕するハルスの並外れた絵画手法) で、ハルスの絵画手法が分析されている。デッサンから描き出す計画的な描画手法は、既に16世紀のイタリアに存在していたため、ハルス自身のアイデアではないようだ。ハルスはおそらく、フランドルの同年代の画家たち、すなわちルーベンスやファン・ダイクらの影響を受けていると思われる。

## 代表作
- 『陽気な酒飲み』（1628-30年）（アムステルダム国立美術館）
- 『1616年の聖ゲオルギウス市民警備隊士官の宴会』（1616年）（ハールレム、フランス・ハルス美術館）

## ギャラリー

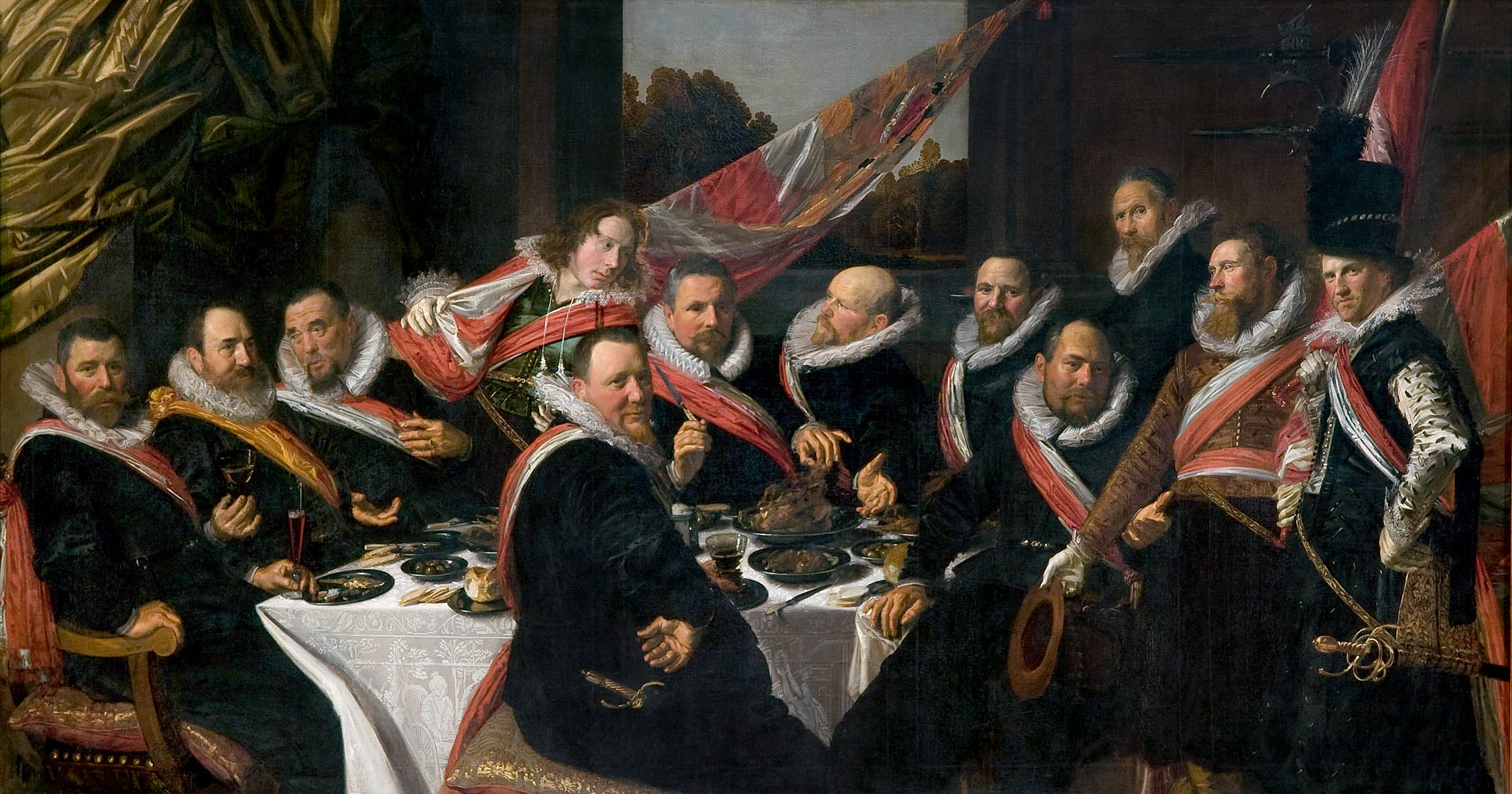
『1616年の聖ゲオルギウス市民警備隊士官の宴会』 (1616年) フランス・ハルス美術館
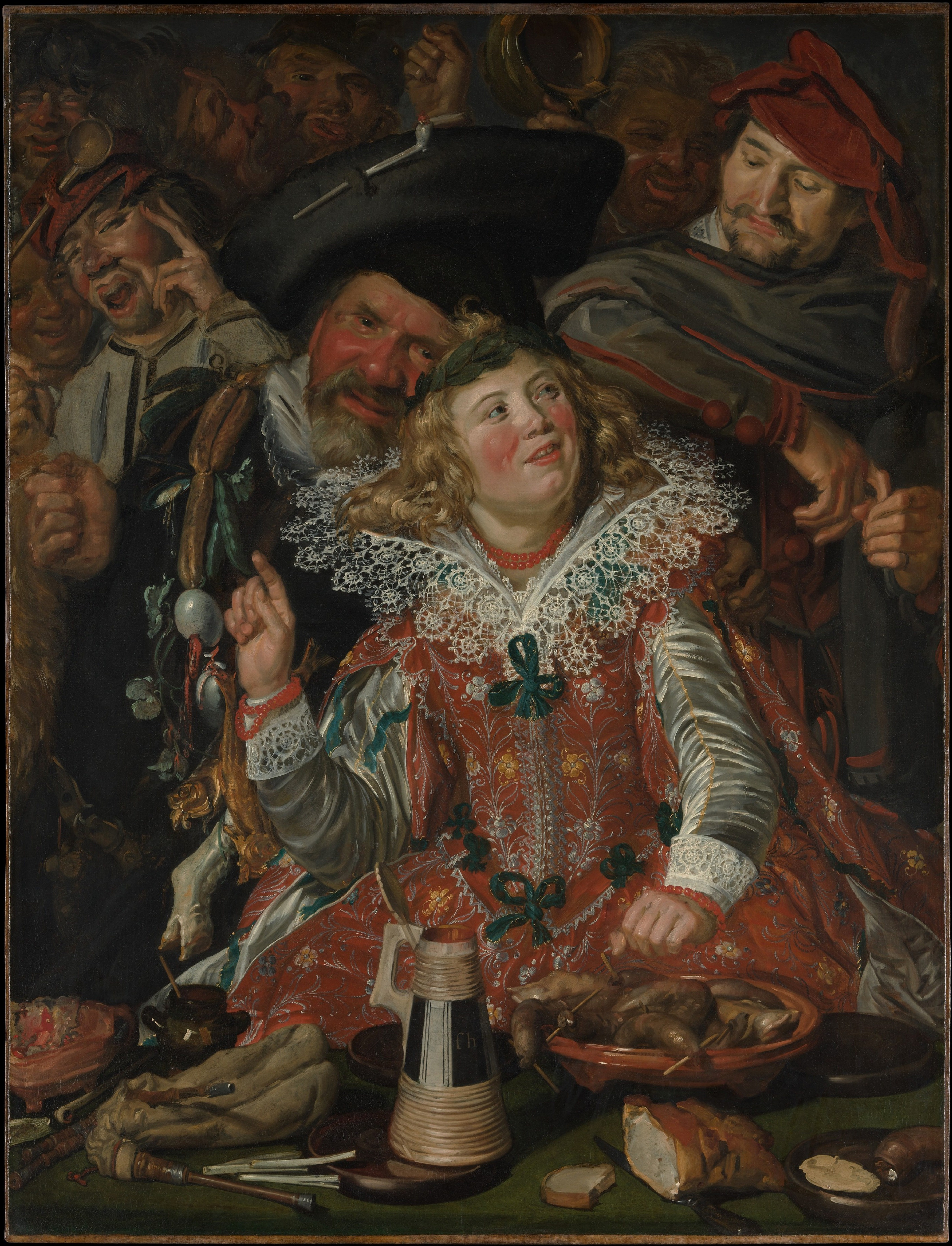
『ざんげ節に浮かれ騒ぐ人々』(1616-1617年) メトロポリタン美術館
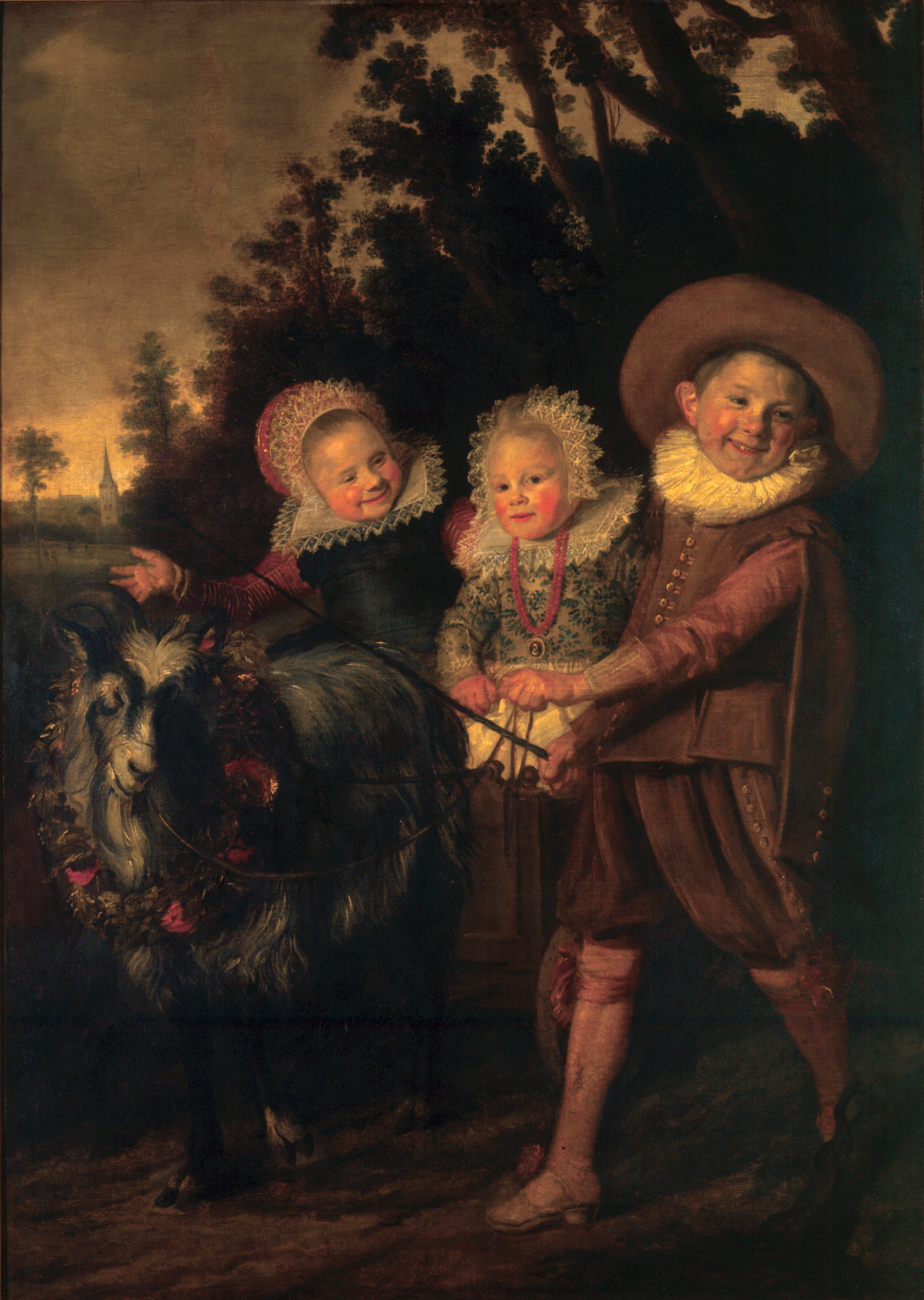
『子供たち』 (1620年)
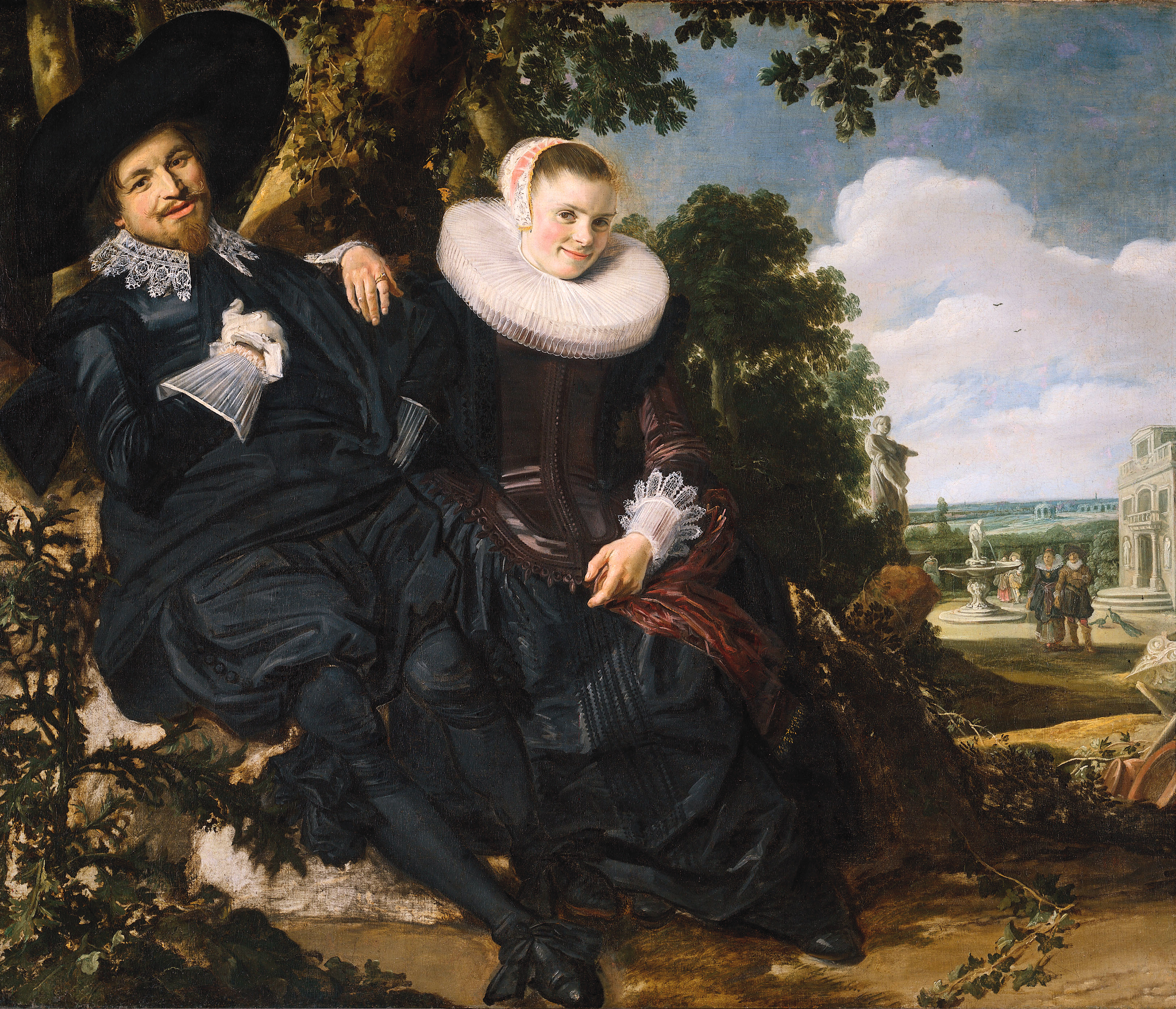
『イサーク・マッサとベアトリクス・ファン・デル・ラーンの結婚肖像画』 (1622年頃) アムステルダム国立美術館
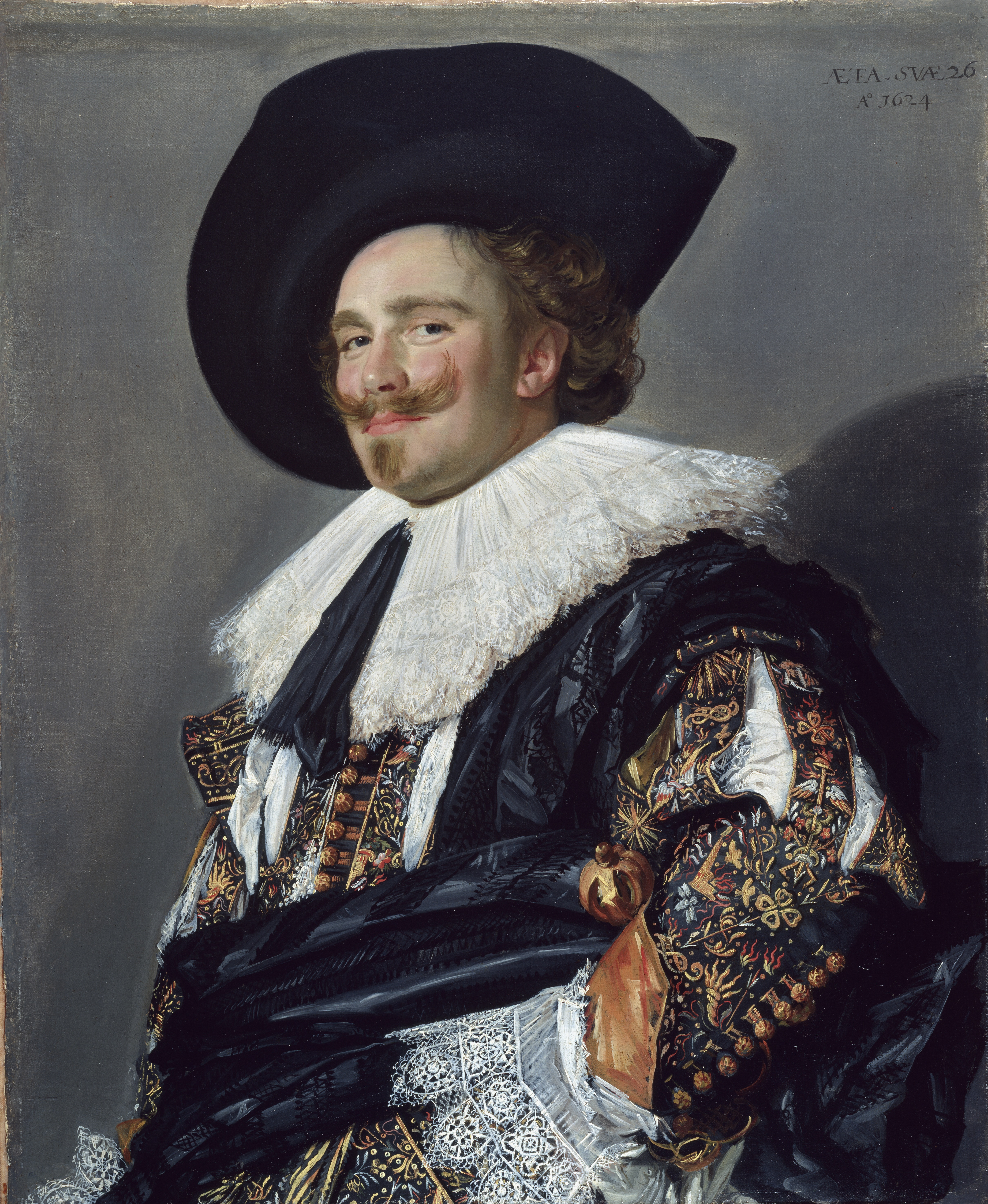
『微笑む騎士』 (1624年) ウォレス・コレクション
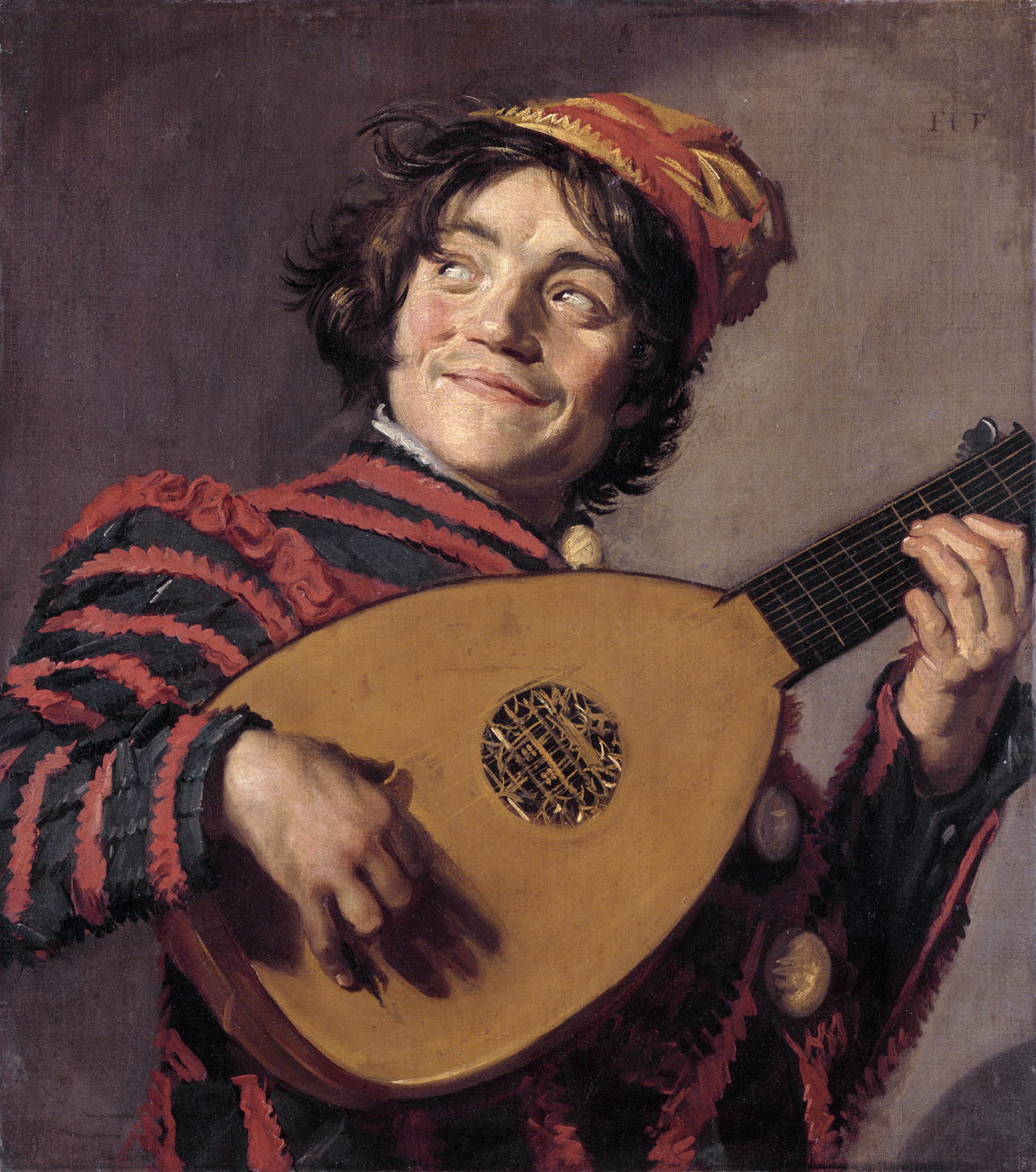
『リュートを弾く道化師』 (1623-1624年) ルーヴル美術館
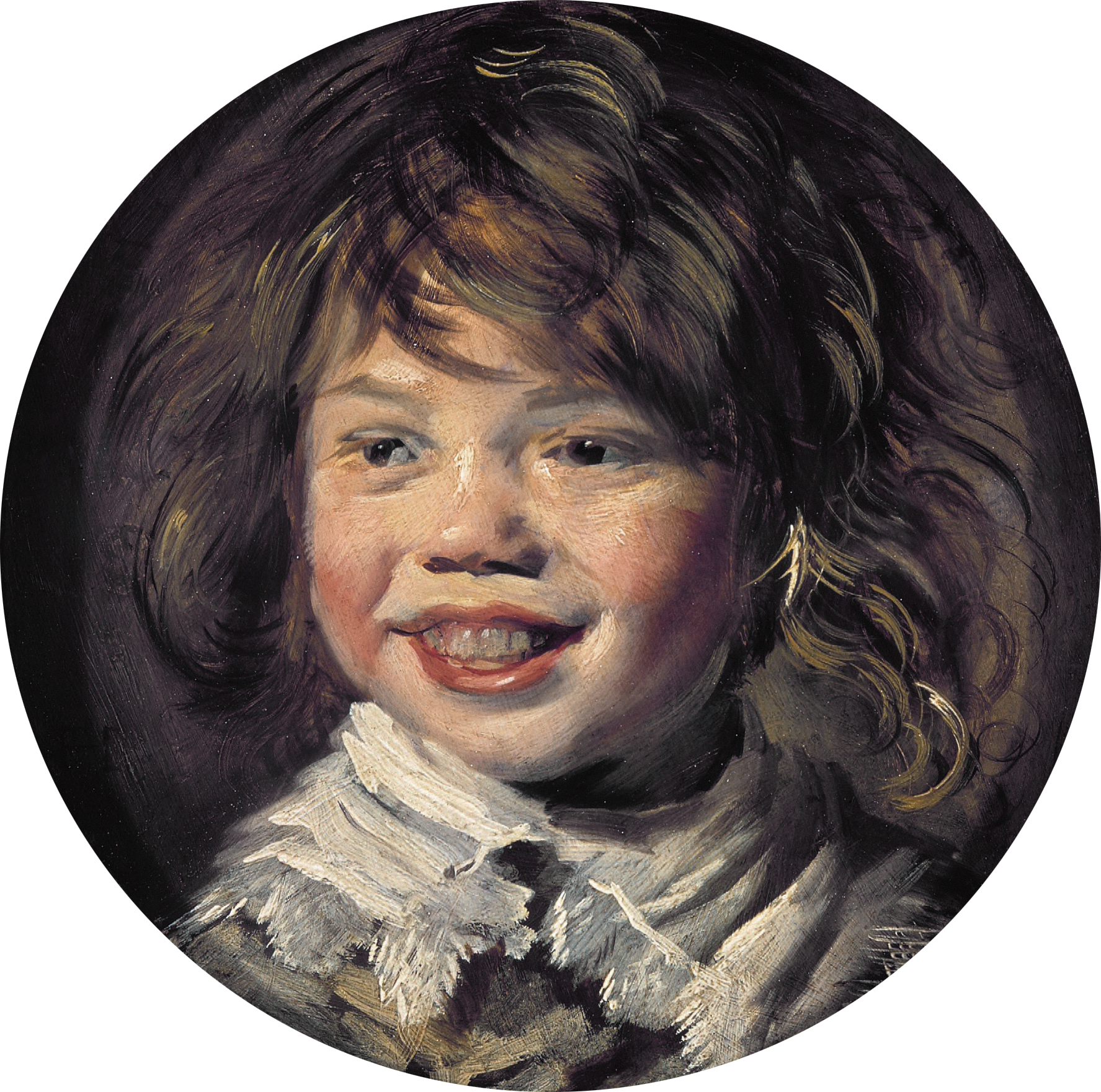
『笑う少年』(1625年頃) マウリッツハイス美術館
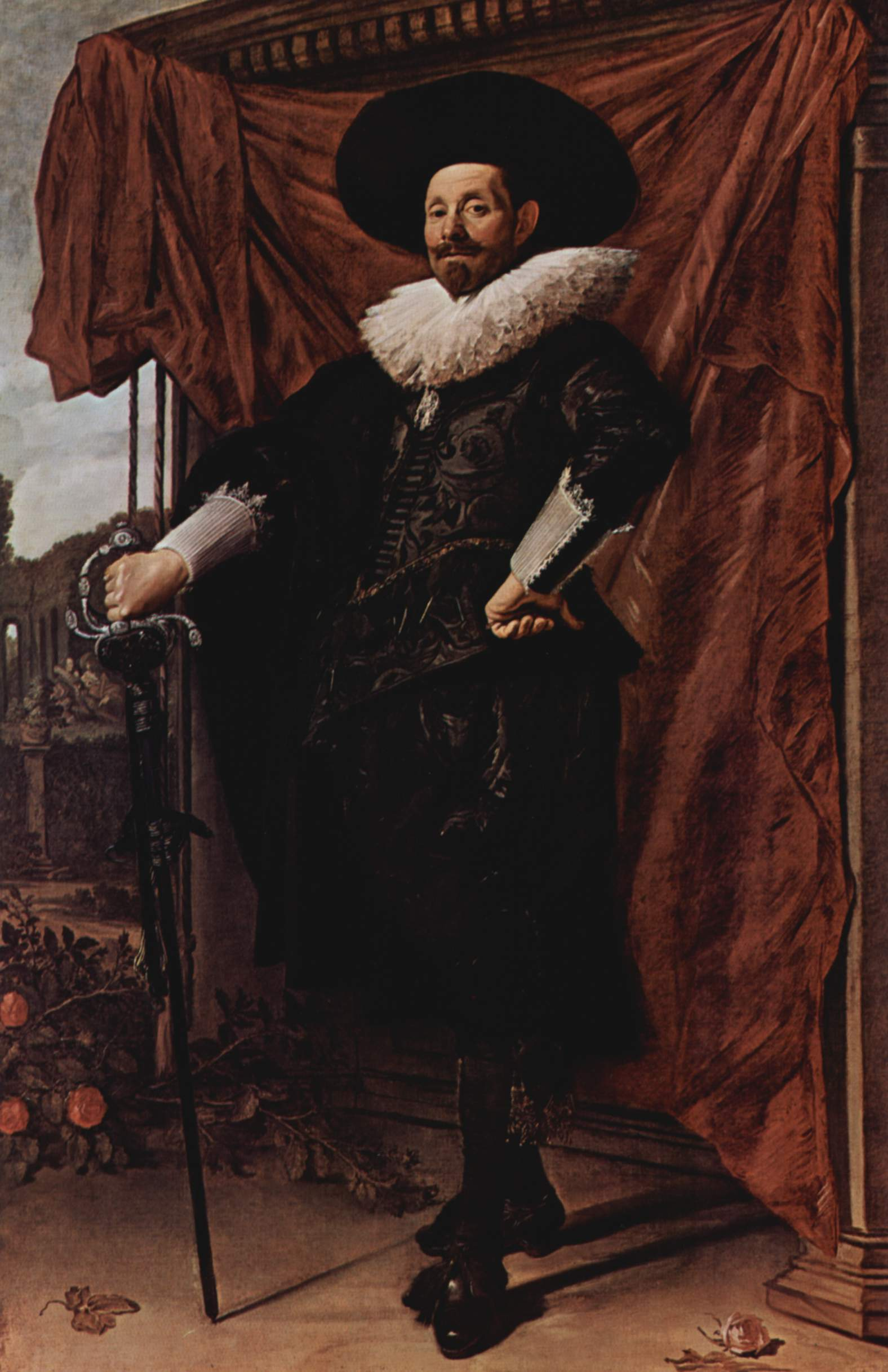
『剣を持ってポーズをとるウィレム・ファン・ヘイトゥイセン』(1625-1630年) アルテ・ピナコテーク
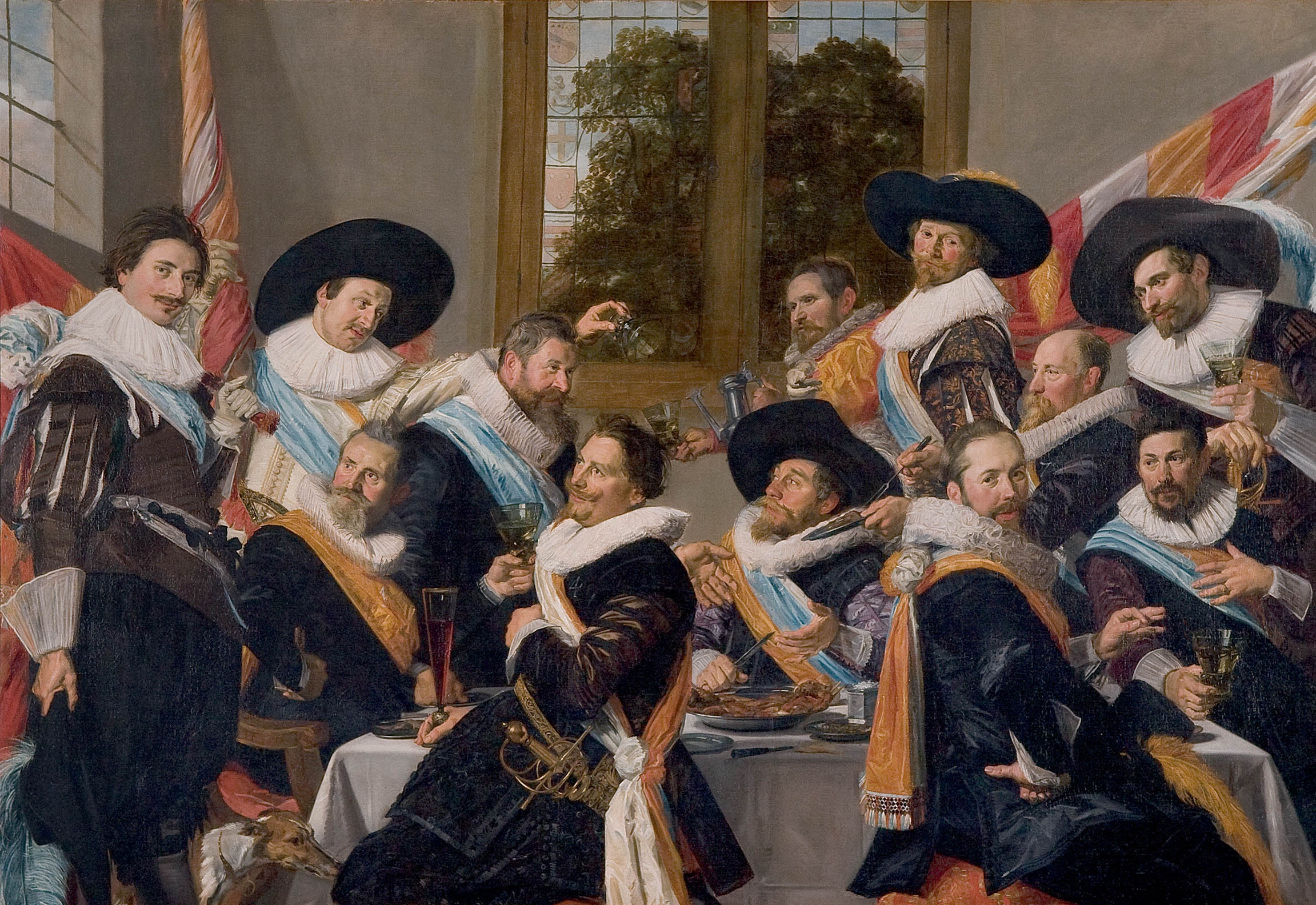
『ハールレムの市民警備隊士官の宴会』(1627年) フランス・ハルス美術館
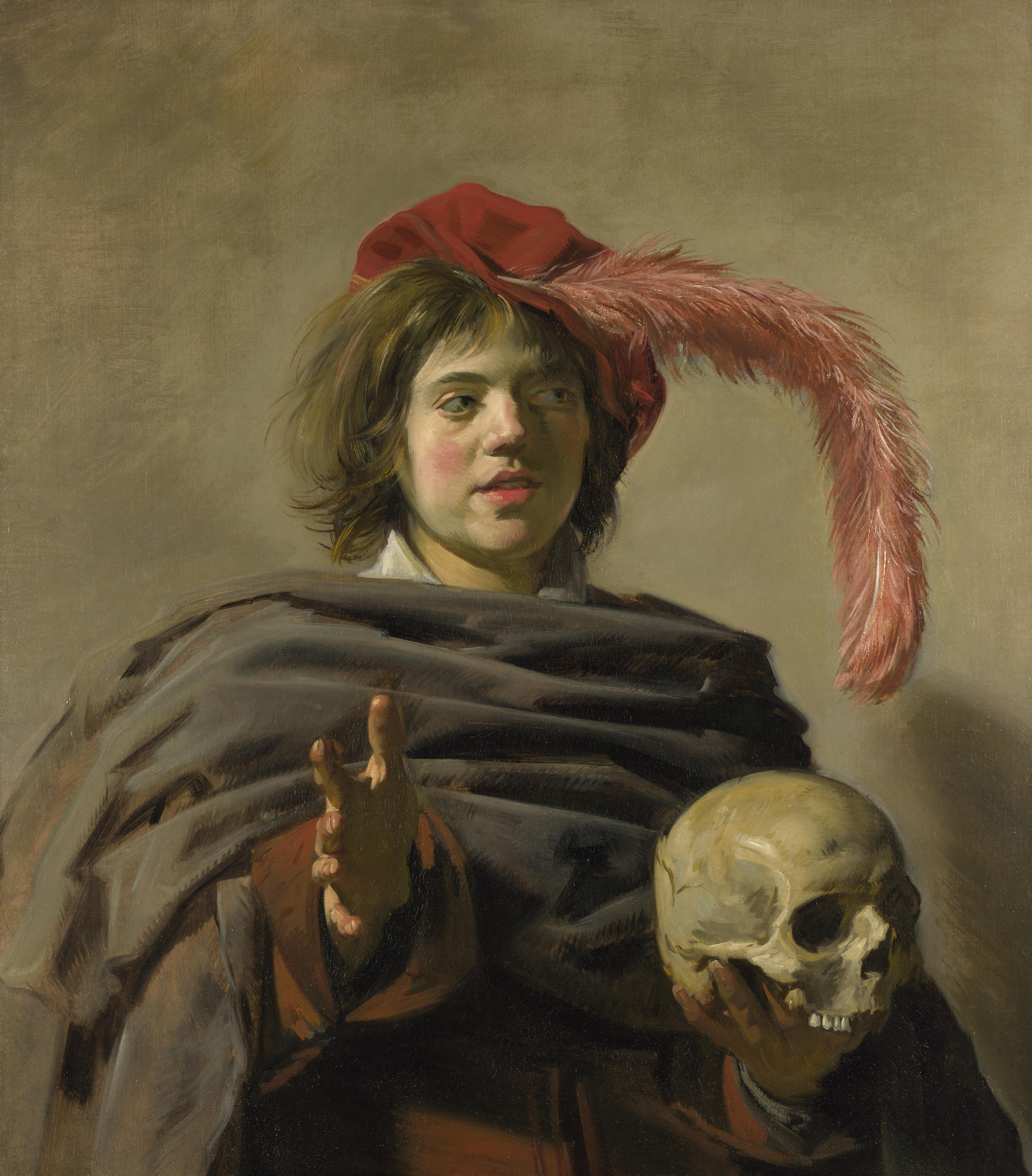
『髑髏を持つ若者』（ヴァニタス） (1626-1628年) ナショナル・ギャラリー (ロンドン)
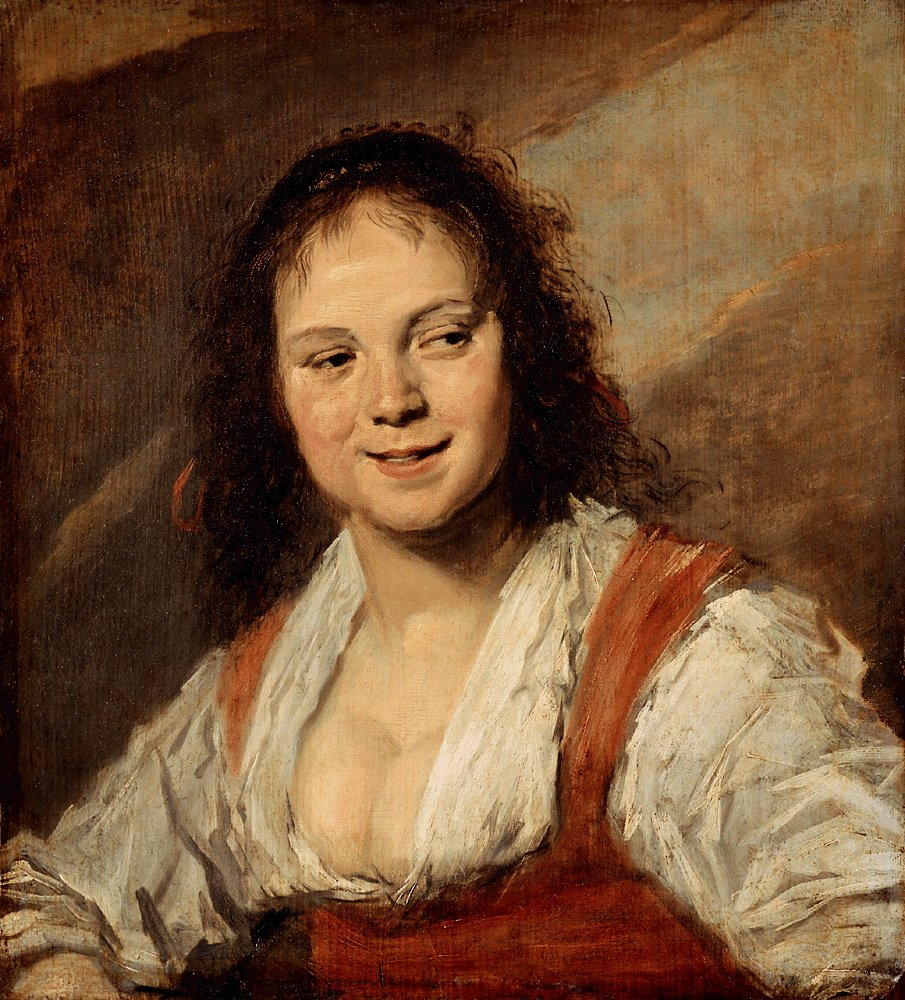
『ジプシー女』 (1628-30年) ルーヴル美術館
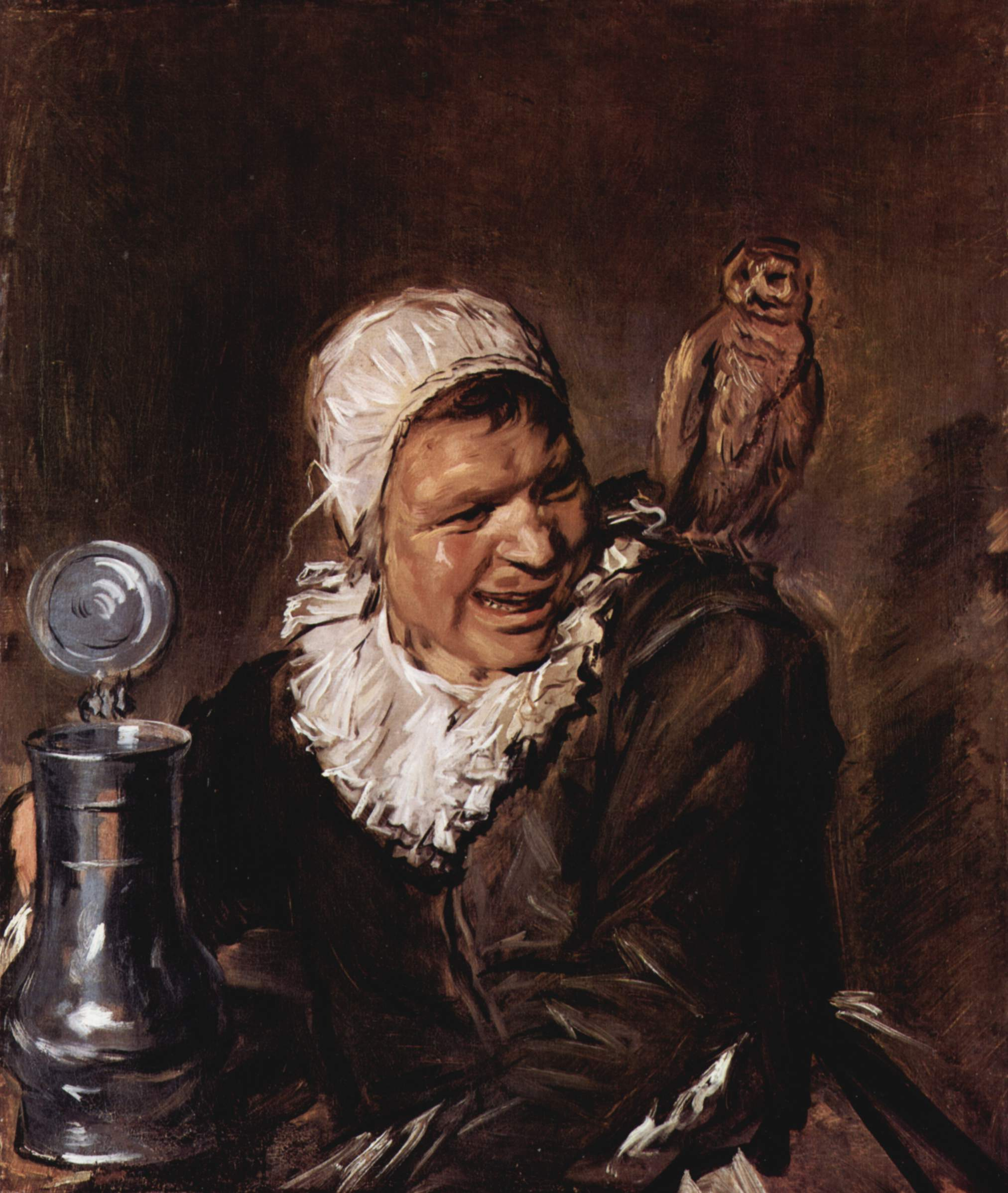
『マッレ・バッベ』 (1633-35年頃) 絵画館 (ベルリン)
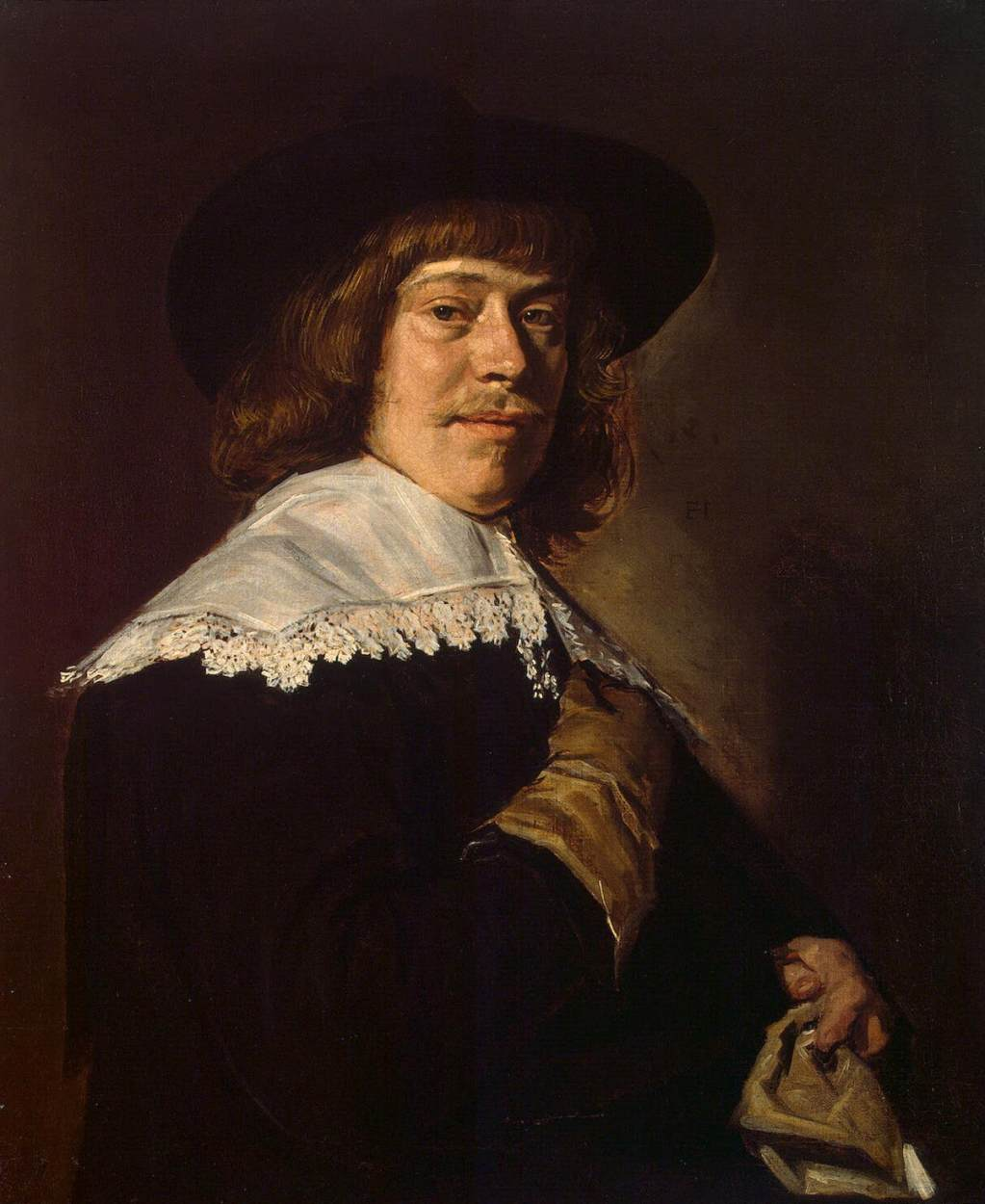
『手袋を持つ男の肖像』 (1640年) エルミタージュ美術館
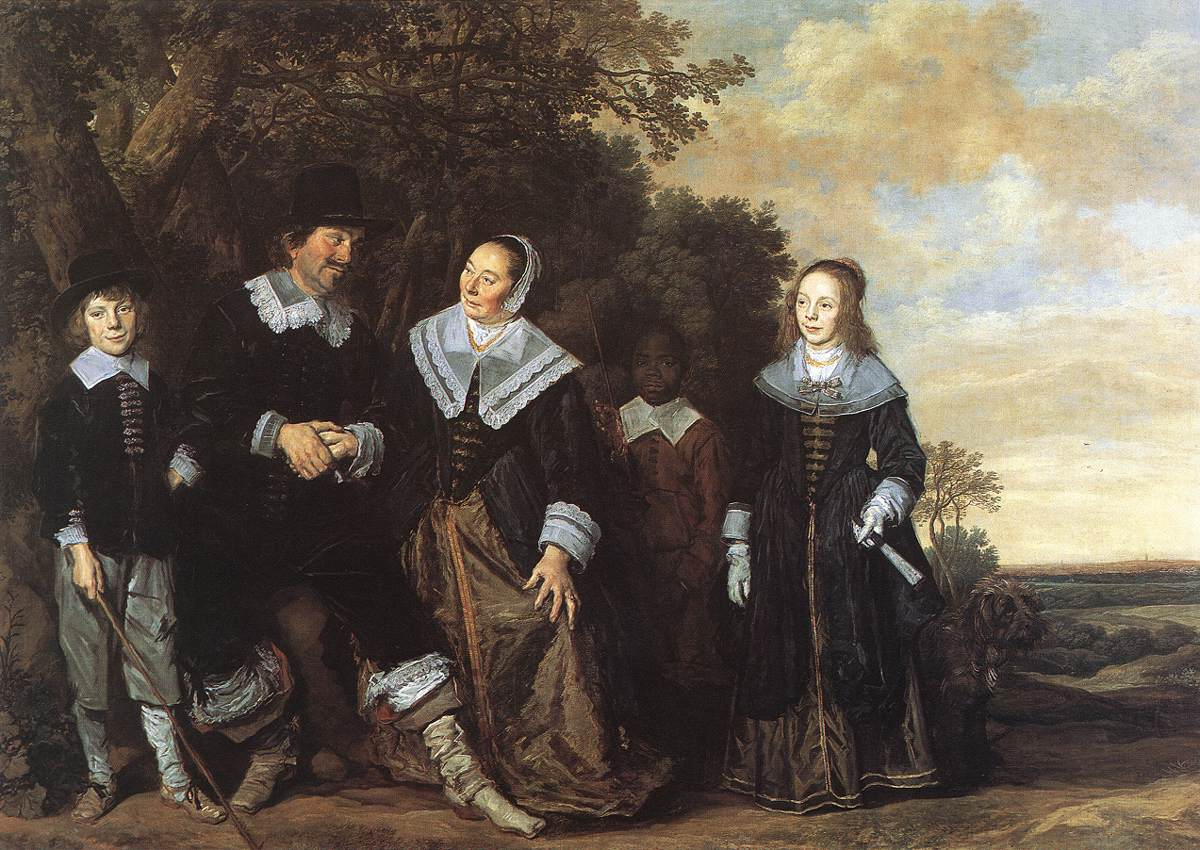
『風景の中の家族』 (1645-1648年頃) ティッセン＝ボルネミッサ美術館
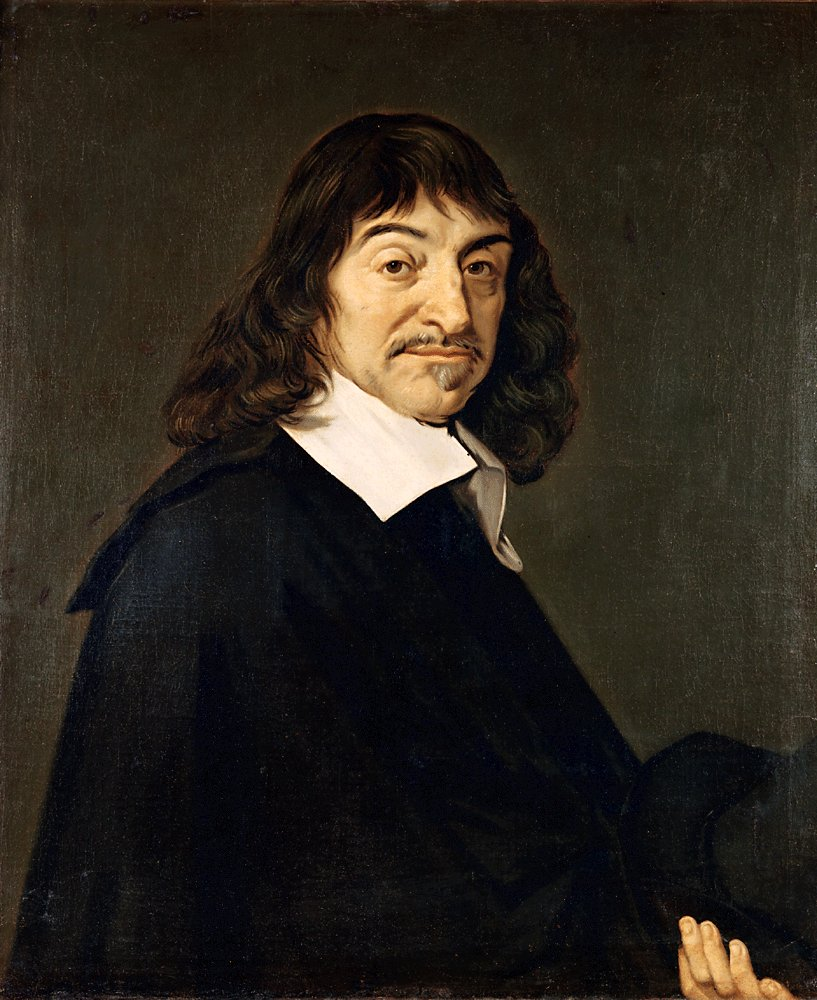
『ルネ・デカルトの肖像』 (1649年)
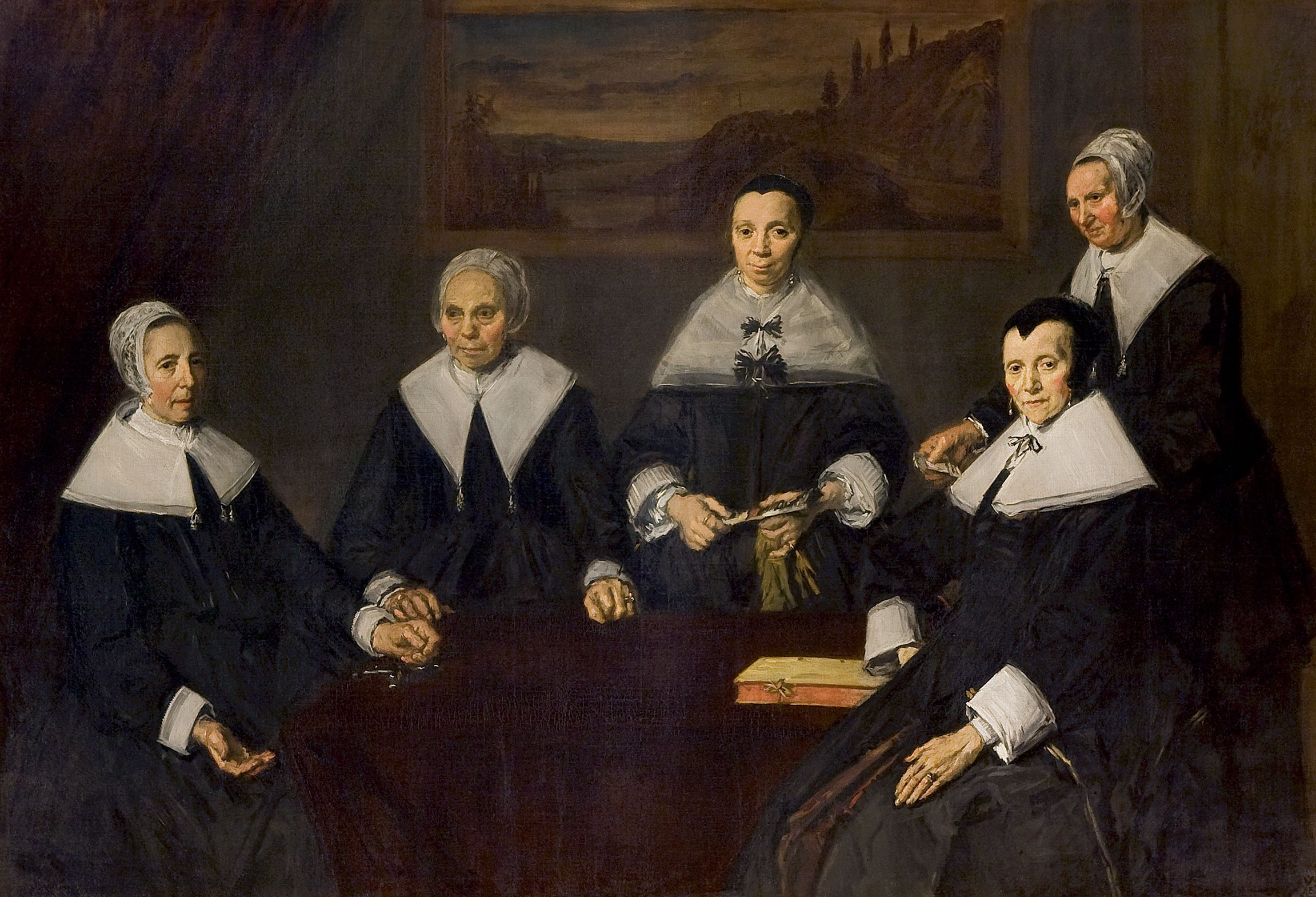
『養老院の女性理事たち』 (1664年頃) フランス・ハルス美術館